# Benjamin Lamberth
Benjamin Lamberth (født 1980) er en dansk romanforfatter og foredragsholder. Han er bedst kendt for romanen Tabernes Atlantis, der skildrer en moderne mandekrise.
Benjamin Lamberth er opvokset på øen Saltholm  . Efter endt læreruddannelse har Benjamin Lamberth arbejdet i Oplevelsescenter Nyvang i skiftende stillinger, senest som formidlingschef. Benjamin Lamberth sidder i bestyrelsen for Danske Skønlitterære Forfattere som næstforperson.